# キズリャル
キズリャル（キズリャールとも表記、ロシア語: Кизля́р、ラテン文字：Kizlyar、Kizliarと表記されることもある）は、ロシア・ダゲスタン共和国の都市である。キズリャルはダゲスタン共和国の首府マハチカラから北西221キロメートルの地点にあり、テレク川の河口を挟んでチェチェン共和国と隣接する。人口は以下のようになっている。48,984 (2010年調査)、48,457 (2002年調査)、 39,748 (1989年調査)、 30,000 (1970年調査)。

## 歴史
キズリャルが初めて地名として登場するのは1609年であるが、歴史家の中にはキズリャルを8世紀に存在した国家、ハザールの首府であったサマンダールと関連づける者もいる。1735年、ロシア帝国政府は要塞をキズリャルに築き、コーカサスに対する防衛戦として位置づけた。18-19世紀、キズリャルはロシアと中東・中央アジア間の交易都市として発展した。この時期は、人口の大多数がアルメニア人とロシア人であった。1796年、キズリャルには2,800人のアルメニア人と1,000人のロシア人が居住していた。
1996年1月、キズリャルの航空基地にロシア第78師団の兵が駐屯しているとしてチェチェン共和国の独立主義者から襲撃を受けた。

## 行政区分
キズリャルはキズリャルスキー地方の行政の中心として機能しているが、キズリャル自体はキズリャル地方の中には入っていない。行政区分上、キズリャルはひとつの町（コムソモルスキー）とともにひとつの行政区分として位置づけられており、キズリャルスキー地方の行政と同等の地位を有している。市町村区の行政区分としては、キズリャルはKizlyar Urban Okrugに組み入れられている。

## 民族
2002年の人口統計調査による行政区画内の民族比率は以下のとおりである。
- ロシア人 (49.2%)
- アヴァール人 (15.6%)
- ダルギン人 (11.6%)
- クムク人 (4.8%)
- レズギ人 (3.9%)
- ラク人 (3.2%)
- アゼルバイジャン人 (1.7%)
- ノガイ族 (1.4%)
- タバサラン人 (1.3%)
- ルトゥル人 (1.2%)
- チェチェン人 (1.1%)

2002年の人口統計調査によるキズリャル市内の民族比率は以下のとおりである。
- ロシア人 (48.6%)
- アヴァール人 (15.4%)
- ダルギン人 (11.7%)
- クムク人 (5.0%)
- レズギ人 (4.0%)
- ラク人 (3.2%)
- アゼルバイジャン人 (1.8%)
- ノガイ族 (1.4%)
- タバサラン人 (1.3%)
- ルトゥル人 (1.3%)
- チェチェン人 (1.1%)

## 経済
19世紀前半、キズリャルはワイン生産の中心地となった。キズリャルでは様々なアルコール飲料を生産したが、地域の「コニャック工場」（Кизлярский коньячный завод）として、地域独自の様々なブランデー生産に特化、コニャックとしてロシア中で販売された。「キズリャルカ（Кизлярка）」はキズリャルで生産されるブドウを使用したウォッカの一種である。キズリャルはナイフ、ダガー、剣の伝統工芸生産でも有名である。

## 姉妹都市
キズリャルは以下の都市と姉妹都市提携を結んでいる。
- アゼルバイジャン、バクー
- ロシア、ブデョンノフスク（英語版）（スタヴロポリ地方）
- ロシア、アゾフ（ロストフ州）

## 出身人物

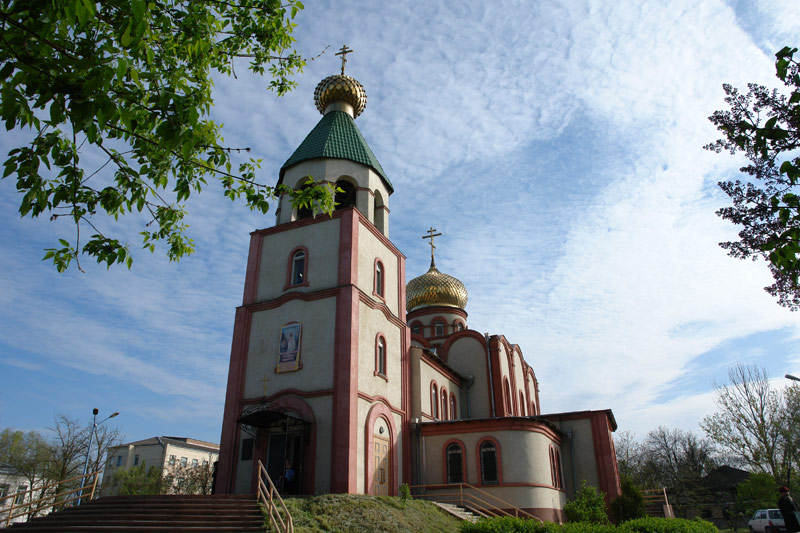
キズリャルの聖ゲオルク教会

- ピョートル・バグラチオン（1765年 - 1812年）：ロシア帝国の将軍。
- ロマン・バグラチオン（英語版）（1778年 - 1834年）：ジョージアの貴族、ロシア帝国の将軍。
- ロマノス・メリキャン（英語版）（1883年 - 1935年）：アルメニアの作曲家。
- アリ・バガウティノフ：ロシアの総合格闘家。
- ラスール・ミルザエフ（1986年 - ）：ダゲスタン共和国とロシアの武道を組み合わせて戦う武道家。